# Suurpäänsaari
Suurpäänsaari är en ö i Finland. Den ligger i sjön Lohijärvi och i kommunen Sulkava i den ekonomiska regionen  Nyslotts ekonomiska region  och landskapet Södra Savolax, i den sydöstra delen av landet, 260 km nordost om huvudstaden Helsingfors. Öns area är 1,2 hektar och dess största längd är 280 meter i nord-sydlig riktning.